# Złotniki Kujawskie
Złotniki Kujawskie – (niem. Güldenhof) wieś w Polsce położona w województwie kujawsko-pomorskim, w powiecie inowrocławskim, w gminie Złotniki Kujawskie.
W latach 1975–1998 miejscowość administracyjnie należała do województwa bydgoskiego.
Miejscowość jest siedzibą gminy Złotniki Kujawskie.
Złotniki Kujawskie położone są na trasie Inowrocław – Bydgoszcz. 
Znajdują się tu: Urząd Gminy, Bank Spółdzielczy, Publiczny Ośrodek Zdrowia, Prywatny Ośrodek Zdrowia, Ośrodek Sportu i Rekreacji, Szkoła Podstawowa im. Karola Urbańskiego (patron szkoły był lekarzem, który zasłużył się mieszkańcom Złotnik), oczyszczalnia ścieków (powstała przed inowrocławską oczyszczalnią ścieków), Przedszkole Publiczne "Kujawiaczek" oraz Gminny Żłobek.
Drużyna piłkarska: Gminny Ludowy Klub Sportowy Piast Złotniki Kujawskie.  Klub powstał 2 lipca 1946 roku.

## Historia
Pierwsza pisana wzmianka o Złotnikach Kujawskich pochodzi z 1362, choć sama wieś musiała istnieć długo przedtem. Szybszy rozwój wsi datuje się od 1872, gdy niedaleko poprowadzono linię kolejową i wybudowano stację. Pod koniec XIX wieku wieś zamieszkiwało około 300 mieszkańców.
Najważniejsze ulice to: Szosa Bydgoska i Dworcowa. Szosa Bydgoska przecina Złotniki na dwie części.
Mieszkańcy Złotnik zapisali się w dziejach powstania wielkopolskiego. Podczas walki o Inowrocław, 5 - 6 stycznia 1919 r., oddział kawalerii pod dowództwem St. Chełmickiego operował wzdłuż linii kolejowej między Jaksicami a Złotnikami Kujawskimi, zabezpieczając walczących powstańców na kierunku spodziewanej odsieczy niemieckiej. Tuż po zajęciu Inowrocławia, oddziały Cymsa, wspomagane mieszkańcami Złotnik Kujawskich, w dniach 7 - 10 stycznia toczyły krwawy bój o wyzwolenie tej wsi. Już następnego dnia powstańcy ze Złotnik Kujawskich wzięli udział w operacji szubińskiej, dopomagając w wyzwoleniu Pałuk.